# سوتلانا والنتینوفنا کریوچکوفا
سوتلانا والنتینوفنا کریوچکوفا (انگلیسی: Svetlana Valentinovna Kryuchkova؛ زادهٔ ۲۱ فوریهٔ ۱۹۸۵) یک بازیکن والیبال اهل روسیه است.
کریوچکوفکا عضو تیم ملی والیبال زنان روسیه می‌باشد

## نگارخانه

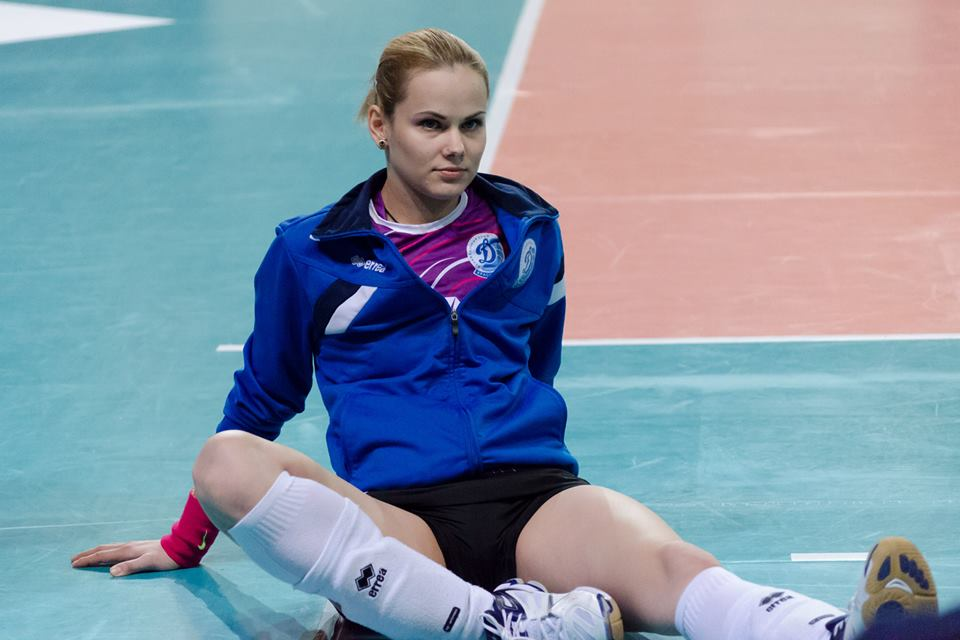

## جوایز

### باشگاهی
- قهرمانی در CEV چلنج کاپ زنان در فصل ۱۳-۲۰۱۲ به همراه باشگاه دینامو کراسنودار